# پیکرینگ (دژ)
پیکرینگ (انگلیسی: Pickering Castle) قلعه‌ای ویران در انگلستان است.